# Batrachiderpeton reticulatum
Il batrachiderpeton (Batrachiderpeton reticulatum) è un anfibio estinto, appartenente ai nectridei. Visse nel Carbonifero superiore (Pennsylvaniano medio, circa 312 milioni di anni fa) e i suoi resti fossili sono stati ritrovati in Inghilterra.

## Descrizione
Questo animale doveva essere piuttosto simile a una salamandra dal corpo compatto e dalla coda allungata. Il cranio, tuttavia, presentava notevoli differenze: la parte posteriore del cranio era sviluppata in due strutture simili a corna che si estendevano all'indietro e all'infuori, formate dall'allungamento delle ossa tabulari. Il cranio assumeva quindi una caratteristica forma triangolare a boomerang, caratteristica che verrà accentuata in forme successive quali Diploceraspis e Diplocaulus.

## Classificazione
I primi fossili di questo animale vennero ritrovati nei pressi di Blyth (Northumberland, Inghilterra) e vennero descritti nel 1869 da Hancock e Atthey con il nome di Urocordylus reticulatus. L'anno seguente i due studiosi descrissero esemplari di dimensioni maggiori dalle caratteristiche "corna" come Batrachiderpeton lineatum. Solo nel 1980 fu chiaro che tutti gli esemplari erano riferibili a una sola specie, denominata quindi Batrachiderpeton reticulatum e comprendente sia esemplari giovani (attribuiti in precedenza a Urocordylus) sia esemplari adulti. 
Batrachiderpeton appartiene ai cheraterpetontidi, un gruppo di anfibi nectridei che svilupparono strutture simili a corna nella parte posteriore del cranio. Rispetto a Keraterpeton, le corna di Batrachiderpeton erano più sviluppate e preannunciavano quelle dei diplocaulidi (Diplocaulus e Diploceraspis); un'altra forma affine, Diceratosaurus, possedeva corna già ben sviluppate ma rivolte all'indietro e quindi non è immediatamente ancestrale ai diplocaulidi, che le possedevano a forma di boomerang come Batrachiderpeton.